# Billy Bertilsson
Billy Karl-Axel Bertilsson, född 8 maj 1943 i Lidköping, är en svensk politiker för Sjukvårdspartiet Västra Götaland. Han är regionråd för Västra Götalandsregionen och ersättare till förbundsstyrelsen för Sveriges Kommuner och Landsting.